# Пру, Бруклинн
Бру́клинн Мэ́ри Пру (англ. Brooklynn Marie Proulx; род. 27 апреля 1999, Кранбрук, Британская Колумбия) — канадская актриса.

## Биография
Бруклинн Мэри Пру родилась 27 апреля 1999 года в городе Крэйнбрук, провинция Британская Колумбия, Канада. Позже с семьей переехала в Техас. Уже в возрасте 5 лет начала сниматься в кино. Кинодебютом стала роль в фильме «Человек в зеркале: История Майкла Джексона».
В 2009 году снялась в роли Клэр Эбшир в 6 и 8 лет в фильме «Жена путешественника во времени». В 2010 году за эту роль была номинирована на премию «Сатурн» в категории «Лучший молодой актёр или актриса».

## Фильмография
| Год  |    | Русское название                                     | Оригинальное название                                      | Роль                   |
| ---- | -- | ---------------------------------------------------- | ---------------------------------------------------------- | ---------------------- |
| 2004 | ф  | Человек в зеркале: История Майкла Джексона           | Man in the Mirror: The Michael Jackson Story               | Пэрис                  |
| 2005 | ф  | Горбатая гора                                        | Brokeback Mountain                                         | Дженни                 |
| 2005 | ф  | Шесть цифр                                           | Six Figures                                                | Софи                   |
| 2006 | ф  | Коснуться вершины мира                               | Touch the Top of the World                                 | Эмма                   |
| 2007 | ф  | Ньютоны                                              | The Newtones                                               | Хэйли Ньютон           |
| 2007 | ф  | Сейчас не плачь                                      | Don't Cry Now                                              | Аманда                 |
| 2007 | с  | Спасите Грейс                                        | Saving Grace                                               | Мэдди                  |
| 2007 | ф  | Как трусливый Роберт Форд убил Джесси Джеймса        | The Assassination of Jesse James by the Coward Robert Ford | Мэри Джеймс            |
| 2007 | ф  | Потерянный праздник: История Джима и Сюзанны Шемвилл | Lost Holiday: The Jim & Suzanne Shemwell Story             | Тэрин                  |
| 2008 | ф  | Светлячки в саду                                     | Fireflies in the Garden                                    | Лесли Лоуренс          |
| 2008 | ф  | Райский проект                                       | The Lazarus Project                                        | Кэти Гэрви             |
| 2009 | ф  | Жена путешественника во времени                      | The Time Traveler's Wife                                   | Клэр Эбшир в 6 и 8 лет |
| 2010 | ф  | Убежище                                              | Shelter                                                    | Сэмми                  |
| 2010 | ф  | День Святого Валентина                               | Valentine's Day                                            | Мэдисон                |
| 2010 | ф  | Пиранья в 3D                                         | Piranha 3D                                                 | Лаура Форестер         |
| 2011 | тф | Дорогой Санта                                        | Dear Santa                                                 | Шарла                  |